# Açalya Samyeli Danoğlu
Açalya Samyeli Danoğlu (* 5. November 1991 in Münchberg) ist eine türkische Schauspielerin, Model und Gewinnerin eines Schönheitswettbewerbs.

## Leben und Karriere
Danoğlu wurde am 5. November 1991 in Münchberg geboren. Ihre Mutter stammt aus Hayrabolu und ihr Vater aus Uzunköprü. Sie studierte an der Universität Istanbul. 2012 gewann Danoğlu den Titel Miss Turkey 2012. Ihr Debüt gab sie im selben Jahr in der Fernsehserie Das osmanische Imperium – Harem: Der Weg zur Macht. Außerdem war sie in der Serie İşler Güçler zu sehen. 2014 bekam sie in der Serie Şimdi Onlar Düşünsün die Hauptrolle. Am 23. Dezember 2016 heiratete sie den türkischen Geschäftsmann Erman Ademoğlu.

## Filmografie
Filme
- 2013: Düğün Dernek
- 2015: Düğün Dernek 2 Sünnet

Serien
- 2012: Das osmanische Imperium – Harem: Der Weg zur Macht (Muhteşem Yüzyıl)
- 2012: Kanıt
- 2012: İşler Güçler
- 2014: Şimdi Onlar Düşünsün